# Хмелівка (Хмельницький район)

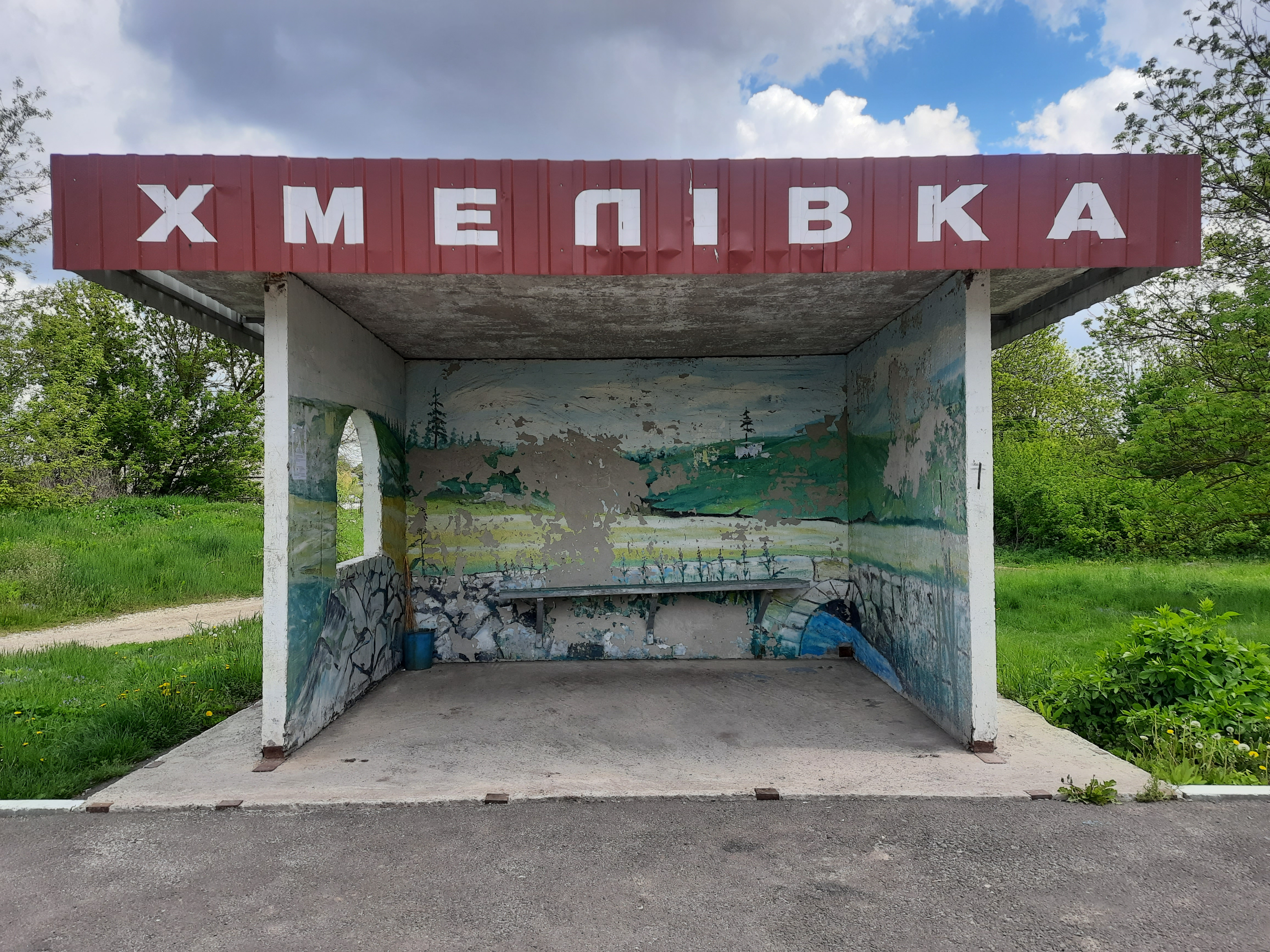
Автобусна зупинка біля села

Хмелі́вка — село в Україні, у Городоцькій міській територіальній громаді Хмельницького району Хмельницької області. Населення становить 445 осіб.

## Символіка
Затверджена 13 жовтня 2017 р. рішенням № 1-15 сесії сільської ради VII скликання. Автор — П. Б. Войталюк. Герб села є промовистим.

### Герб
Щит підвищено перетятий на зелене і червоне срібною нитяною спіралеподібною балкою, заповненою червоним. В першій частині три золотих шишки хмелю в балку, в другій золота підкова вушками догори. Щит вписаний у декоративний картуш і увінчаний золотою сільською короною. Унизу картуша напис «ХМЕЛІВКА».
Шишки і спіраль у вигляді гілок хмелю означають назву села. Підкова — символ працелюбності та удачі.

### Прапор
Квадратне полотнище розділене горизонтально білою нитяною спіраллю, заповненою червоним, на червоне і зелене поля у співвідношенні 5:7. На верхній смузі три жовтих шишки хмелю в ряд, на нижній жовта підкова вушками догори.

## Історія
Одноповерховий особняк, збудований у стилі класицизму Людвіком Модзелевським у 1867 році, вкритий двосхилим дахом, спереду — портик із чотирма доричними колонами, що підтримують трикутний фронтон. Зруйнований у 1917 році.
7 (20) листопада 1917 року, відповідно до Третього Універсалу Української Центральної Ради, увійшло до складу Української Народної Республіки.
З 1991 року в складі незалежної України.
З середини 1990-х років кількість населення почала різко зменшуватись. Інфраструктура села відреагувала на це закриттям магазину та обмеженням роботи клубу.
Станом на 2012 р. у селі залишався один продовольчий магазин. Будівлі місцевої ферми не збереглись. Більшість земель орендують великі аграрні підприємства.
12 червня 2020 року, відповідно до розпорядження Кабінету Міністрів України № 727-р «Про визначення адміністративних центрів та затвердження територій територіальних громад Хмельницької області», увійшло до складу Городоцької міської громади.
19 липня 2020 року, в результаті адміністративно-територіальної реформи та ліквідації Городоцького району, увійшло до складу новоутвореного Хмельницького району.

## Населення

### Мова
Розподіл населення за рідною мовою за даними перепису 2001 року:
| Мова       | Кількість | Відсоток |
| ---------- | --------- | -------- |
| українська | 445       | 100%     |